# Muttler
Muttler (rétorománsky Muot, 3294 m n. m.) je hora v horské skupině Samnaunské Alpy ve švýcarském kantonu Graubünden, nejvyšší vrchol této skupiny. Nachází se asi 5 km jihovýchodně od obce Samnaun a 14 km severovýchodně od městečka Scuol. Západně od vrcholu stojí anténa.
Na vrchol lze vystoupit po značené turistické cestě, například přímo z obce Samnaun.